# Колоредо (Виченца)
Колоредо је насеље у Италији у округу Виченца, региону Венето.
Према процени из 2011. у насељу је живело 440 становника. Насеље се налази на надморској висини од 16 м.